# Sovjetsko-japonska vojna
Sovjetsko–japonska vojna, v Mongoliji znana kot osvobodilna vojna leta 1945, je bil vojaški spopad med drugo svetovno vojno, ki se je začel kmalu po sovjetski vojni napovedi Japonski 7. avgusta 1945, ki ji je sledila sovjetska invazija na japonsko marionetno državo Mandžuko. Sovjeti in Mongoli so končali japonski nadzor Mandžuka, Mengdžianga (notranja Mongolija), severne Koreje, Karafuta (južni Sahalin) in otokov Čišima (Kurilski otoki). Poraz japonske Kvantunške armade je pomagal približati japonsko kapitulacijo in konec druge svetovne vojne. Sovjetski vstop v vojno je bil pomemben dejavnik pri odločitvi japonske vlade za brezpogojno predajo, saj je bilo jasno, da ZSSR ne namerava biti tretja stran v pogajanjih za prekinitev sovražnosti pod določenimi pogoji.
Sovjetsko daljnevzhodno poveljstvo pod poveljstvom Vasiljevskega je imelo načrt za osvojitev Mandžurije, ki je bil preprost, a ogromen v obsegu, saj je načrtoval masiven kleščasti manever čez celo Mandžurijo. Kleščasti manever naj bi izvedla Transbajkalska fronta z zahoda, 1. daljnevzhodna fronta z vzhoda in 2. daljnevzhodna fronta naravnost s severa. To je bil edini sovjetski primer poveljstva teatra med vojno, Daljnevzhodno poveljstvo, ki so ga sestavljale tri rdečerarmejske fronte.
Vsaka fronta je imela frontne enote neposredno pod svojim nadzorom brez ravni armad vmes. Sile so obsegale 89 divizij z 1,5 milijona vojakov, 3704 tanke, 1852 kosov samovozne artilerije, 85.819 vozil in 3721 letal.
Transbajkalski fronti je poveljeval maršal Rodion Jakovljevič Malinovski in naj bi napadla čez puščave Notranje Mongolije in gore Velikega Higana. 1. daljnevzhodni fronti je poveljeval maršal Kirill Afanasjevič Mereckov in naj bi predstavljala vzhodni krak klešč – njen prvi cilj je bil zasesti mesto Mudandžiang, nato naj bi zavzela Džilin in Harbin in se na koncu srečala z enotami Transbajkalske fronte. 2. daljnevzhodni fronti je poveljeval general Maksim Aleksejevič Purkajev in je bila v podporni vlogi. Njena cilja sta bili mesti Harbin in Cicihar.